# Armando de Dominicis
Armando de Dominicis (Montecarlo, 11 septembre 1890 - Chatou, 30 janvier 1957) est un aviateur, pionnier de l'aéronautique italienne du XXe siècle.

## Biographie
Armando de Dominicis obtient son brevet de pilote le 17 octobre 1912, après avoir fréquenté l'école Asteria de Turin, dont le siège est à Mirafiori.
Au début de l'année 1914 il se rend en France et fréquente l'école de vol de René Caudron, fameux constructeur aéronautique et se perfectionne au pilotage de biplans fabriqués par les usines de Caudron et devient rapidement un pilote acrobatique expérimenté.
Il rentre à Mirafiori et continue son activité de pilote, se dédiant particulièrement aux démonstrations acrobatiques.
Au cours des mois de juin et juillet 1914, ses exhibitions à Pavie, Padoue, Venise, Rovigo, Ferrare suscitent un grand enthousiasme et ont un grand écho dans la presse nationale. Le 25 et 26 juillet 1914, sont organisées en sa faveur à  Pistoia deux journées d'exhibition sur le Champ de la Place d'Armes en présence de sa mère, frères, grand-mère qui assistent pour la première fois aux acrobaties.
Un chroniqueur écrit sur La Tribuna : « L'audace de De Dominicis a vraiment impressionné aussi bien dans le cercle de la mort répété plusieurs fois à moyenne et haute altitude aussi bien avec le glissement d'aile que dans les virages, aussi bien que par ses vols osés à spirale que par ses audacieuses descentes à moteur éteint ».
Les 27 et 29 septembre il s'exhibe à Lucques, sur le Champ de Mars dans le cadre de deux journées sportives organisées par la société Libertas. Après d'autres représentations dont une à Palerme, de Dominicis termine l'année 1914 avec une présentation à Pise, où il sort indemne d'un atterrissage désastreux résultat d'un excès de confiance dans ses possibilités.
Au début de la Première Guerre mondiale, il est appelé en France par le fameux pilote et constructeur Louis Blériot, qui le prend comme pilote d'essai dans son entreprise.
Armando De Dominicis abandonne son activité d'acrobate et s'établit définitivement en France où il se marie, a trois enfants et ne rentre que sporadiquement dans sa ville natale de Montecarlo.
Armando De Dominicis n'a jamais fait partie de l'aéronautique militaire tandis que son frère Amerigo, né à Lucques en 1896 a été pilote de combat pendant la Première Guerre mondiale avec les 35e et 131e escadrilles obtenant une Médaille de Bronze de la Valeur Militaire ; il devient par la suite pilote officier de la Regia Aeronautica.